# Кримський міст (Москва)
Кримський міст (рос. Крымский мост) — висячий міст через Москву, розташований на трасі Садового кільця, з'єднує Зубовський бульвар з вулицею Кримський Вал. Побудований в 1938 році в рамках Генерального плану реконструкції Москви 1935 за проектом архітектора Олександра Власова і інженера Бориса Петровича Константинова.
Назва мосту походить від посольства кримського хана, яке знаходилось неподалік.